# Дубьонки (Ічалківський район)
Дубьо́нки (рос. Дубёнки, ерз. Дубинька) — присілок у складі Ічалківського району Мордовії, Росія. Входить до складу Парадеєвського сільського поселення.

## Населення
Населення — 240 осіб (2010; 297 у 2002).
Національний склад (станом на 2002 рік):
- мордва — 99 %